# Monotes redheadii
Monotes redheadii är en tvåhjärtbladig växtart som beskrevs av Duvign.. Monotes redheadii ingår i släktet Monotes och familjen Dipterocarpaceae. Inga underarter finns listade i Catalogue of Life.